# Jan Jiří Pinsel

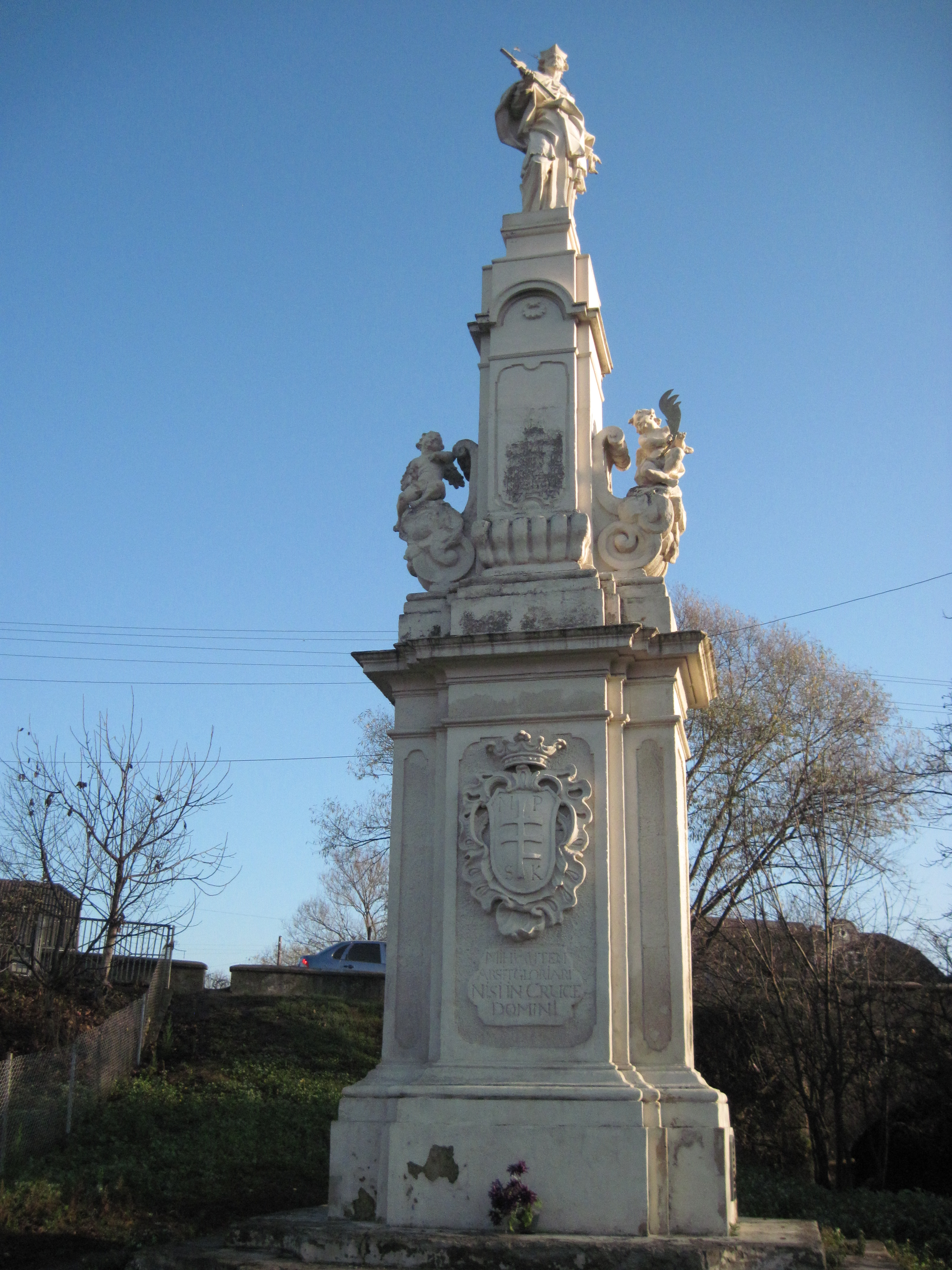
socha sv. Jana Nepomuckého, 1750, Bučač (kopie)

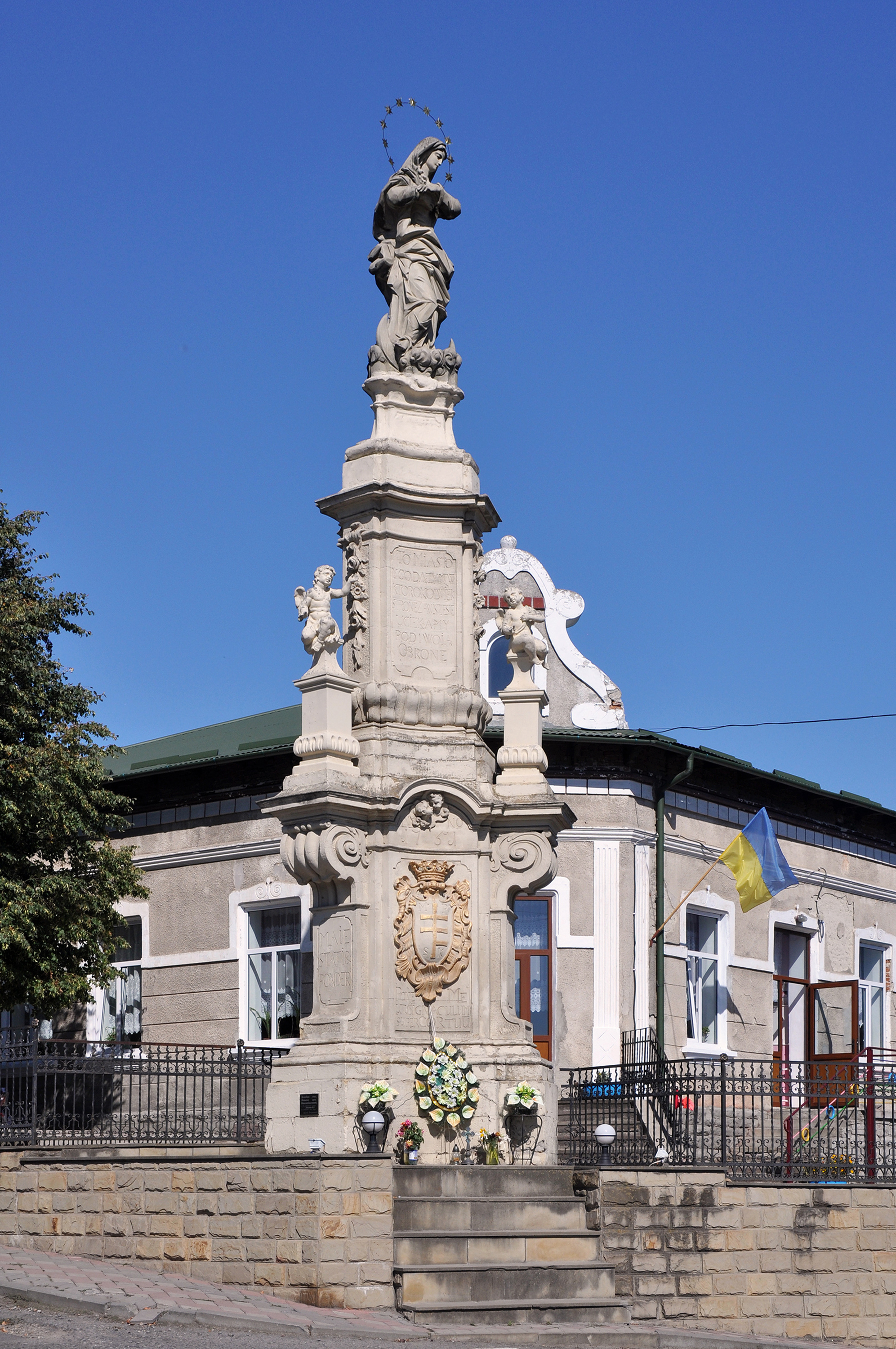
socha Panny Marie, 1751, Bučač (kopie)

Jan Jiří Pinsel (ukrajinsky Йоган Георг Пінзель; polsky Jan Jerzy Pinzel; 1710 – podzim 1761) byl sochař a řezbář českého nebo německého (Johann Georg Pinsel) původu. Působil převážně v historickém regionu Halič (Bučač, Lvov, dnes Ukrajina).
Dne 13. května 1751 v Bučaču se oženil s vdovou, Marianne Elizabeth Majewskou. Měli děti – Bernarda (kmotr architekt Bernard Meretyn, kmotra Sosnowska) a Antona.

## Dílo
- Radnice v obci Bučač, kamenné sochy (původně 14, nyní 9)
- Řeckokatolická katedrála svatého Jiří, Lvov
- socha sv. Jana Nepomuckého v obci Bučač (bolševiky zničena, dnes kopie)
- socha Panny Marie, Bučač (bolševiky zničena, dnes kopie)
- sochy v kostele v obci Hodovycja (nedaleko Lvova)
- sochy v kostele v obci Horodenka
- sochy v kostele v obci Monastyryska (bolševiky zničeny)

## Galerie

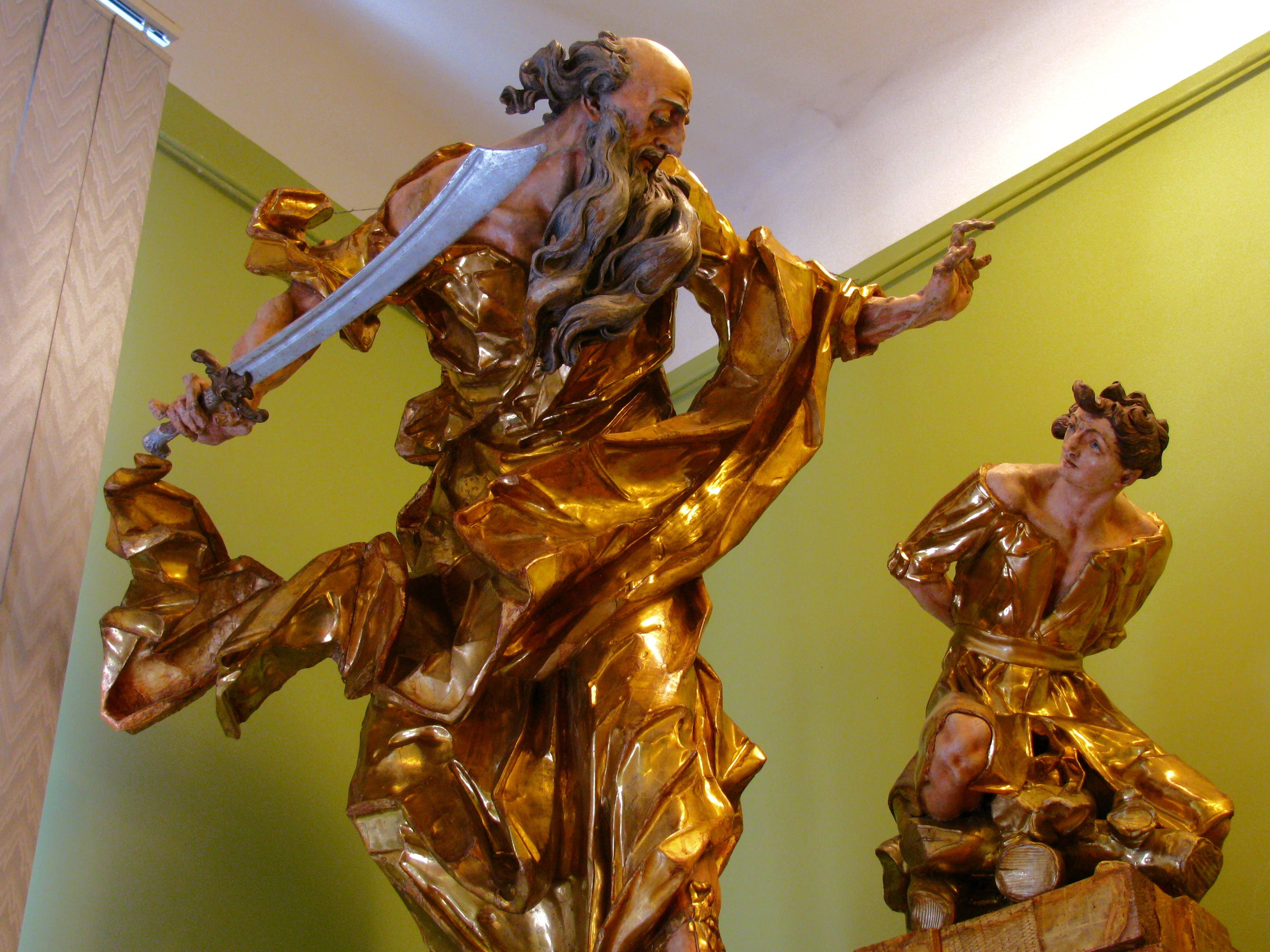
Abrahamova oběť, Hodovycja
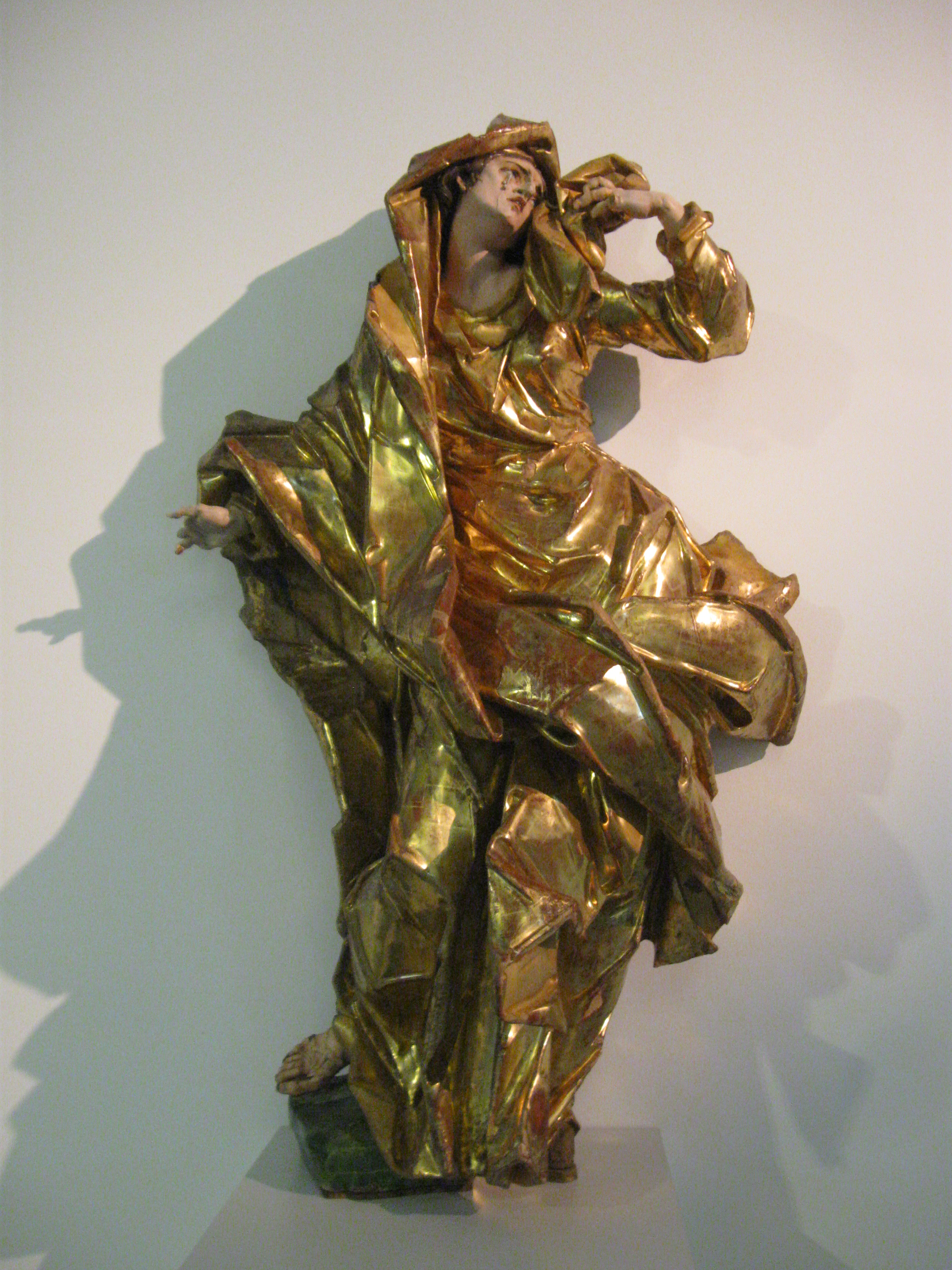
Bohorodička, Hodovycja
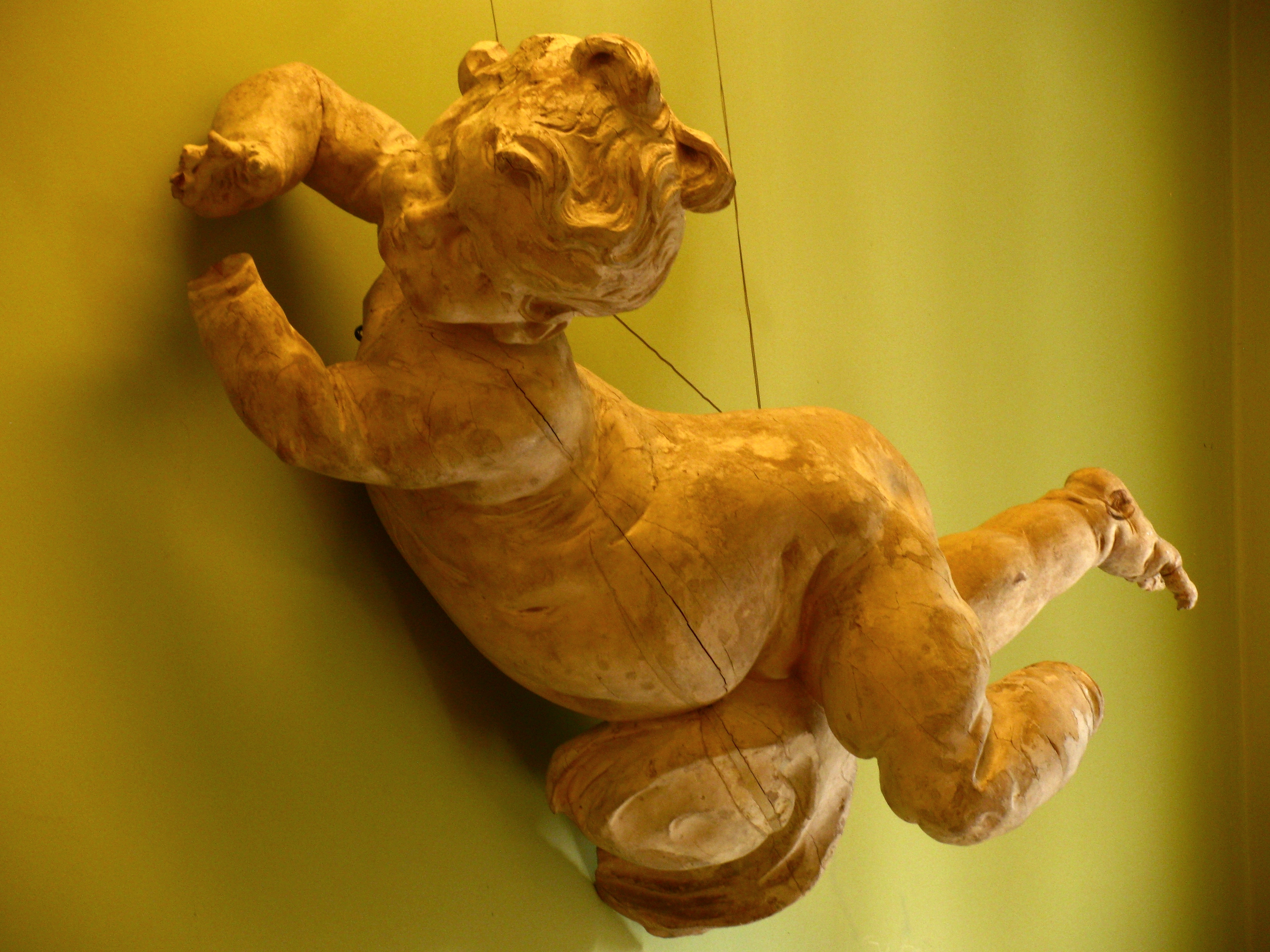
Putti
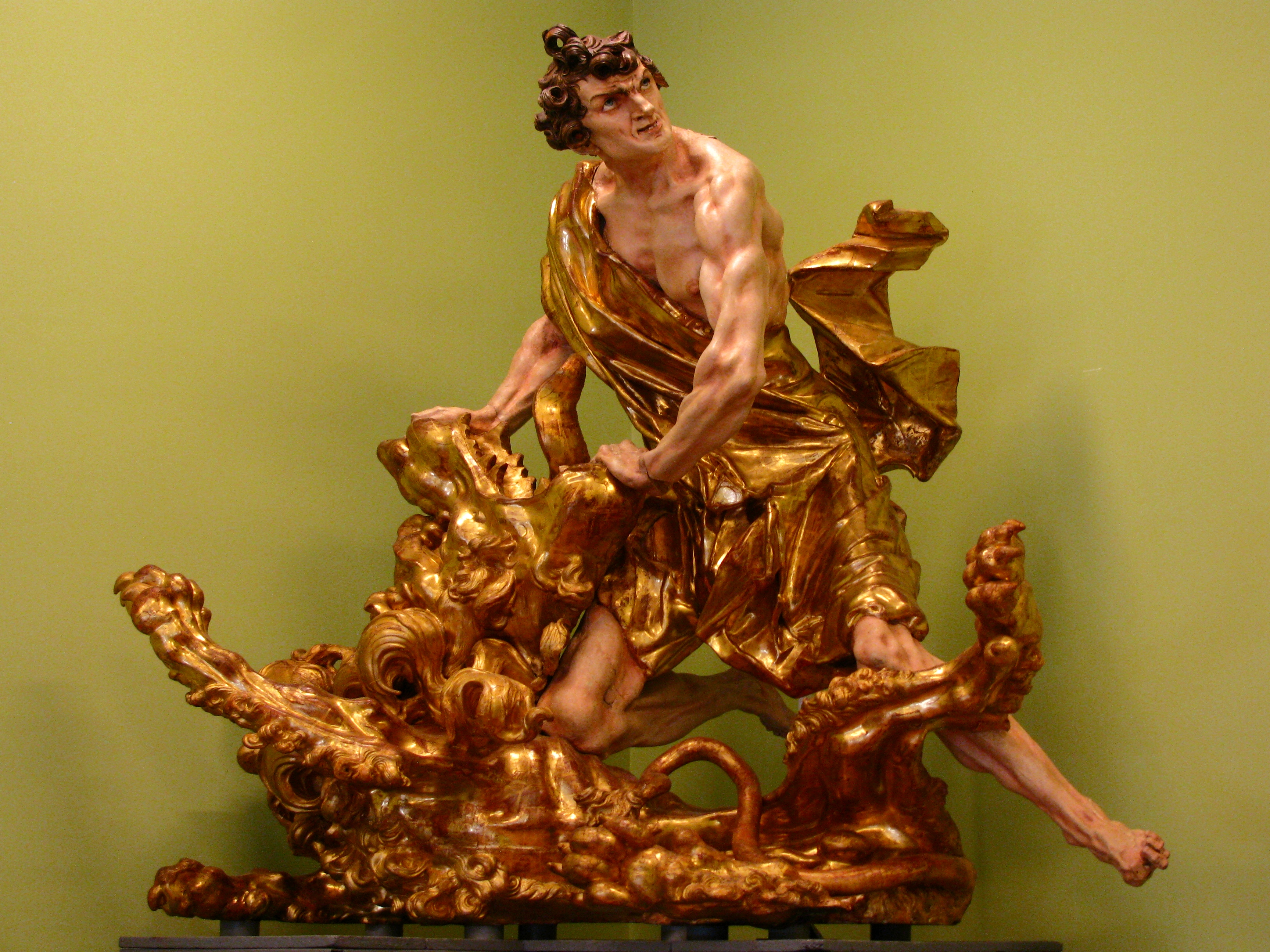
Samson, Hodovycja
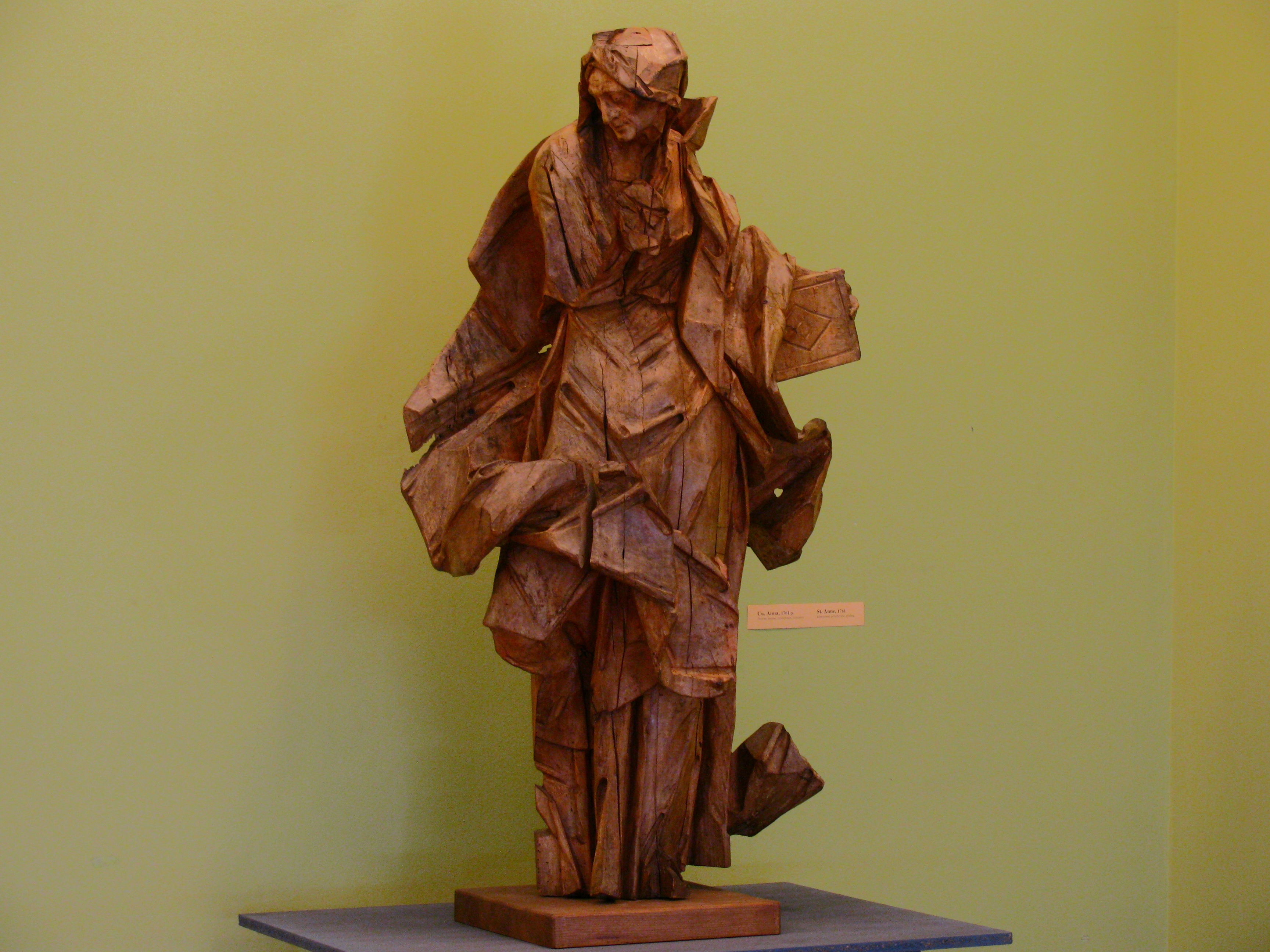
Svatá Anna, Monastyryska
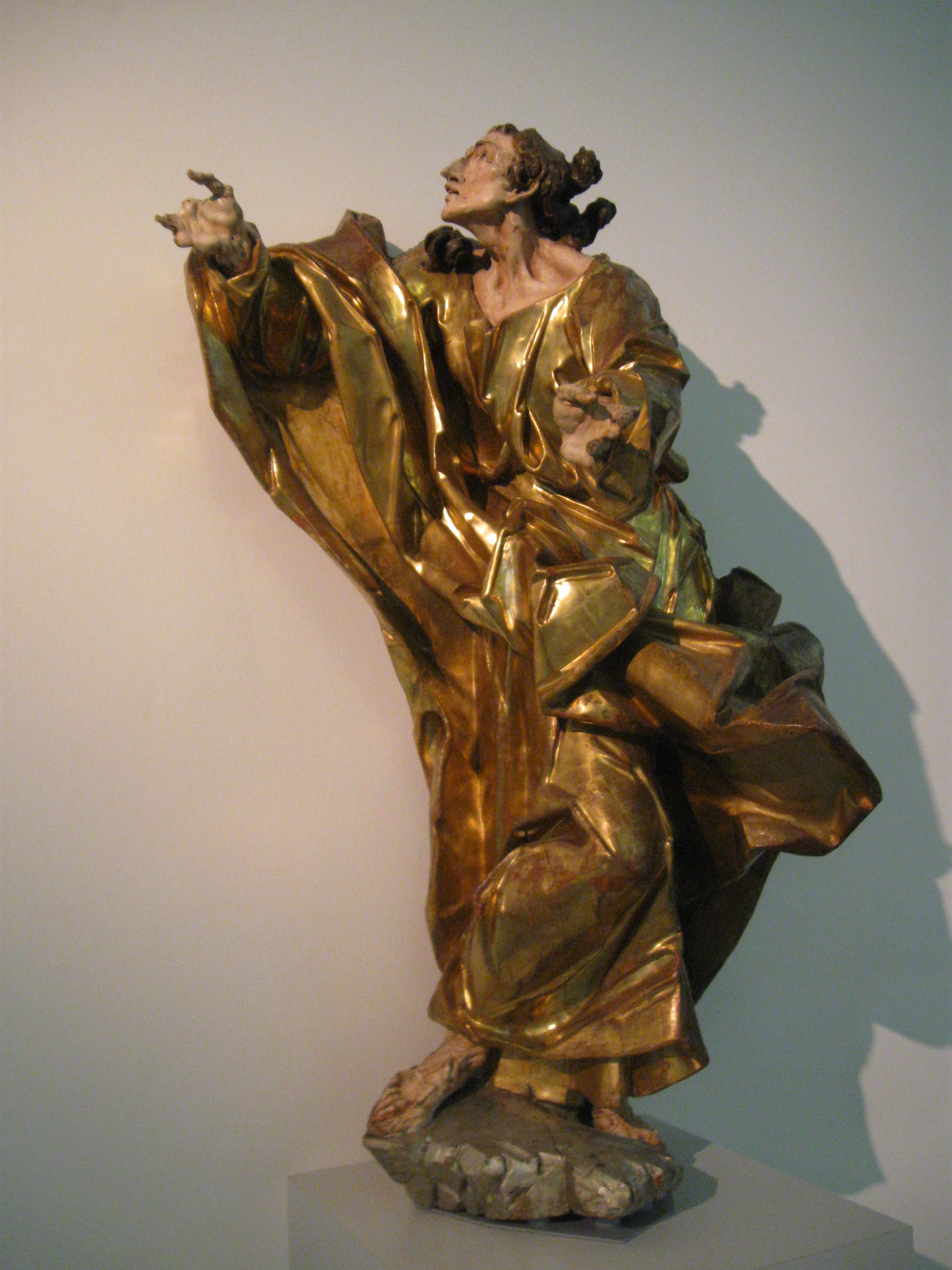
Svatý Jan, Hodovycja
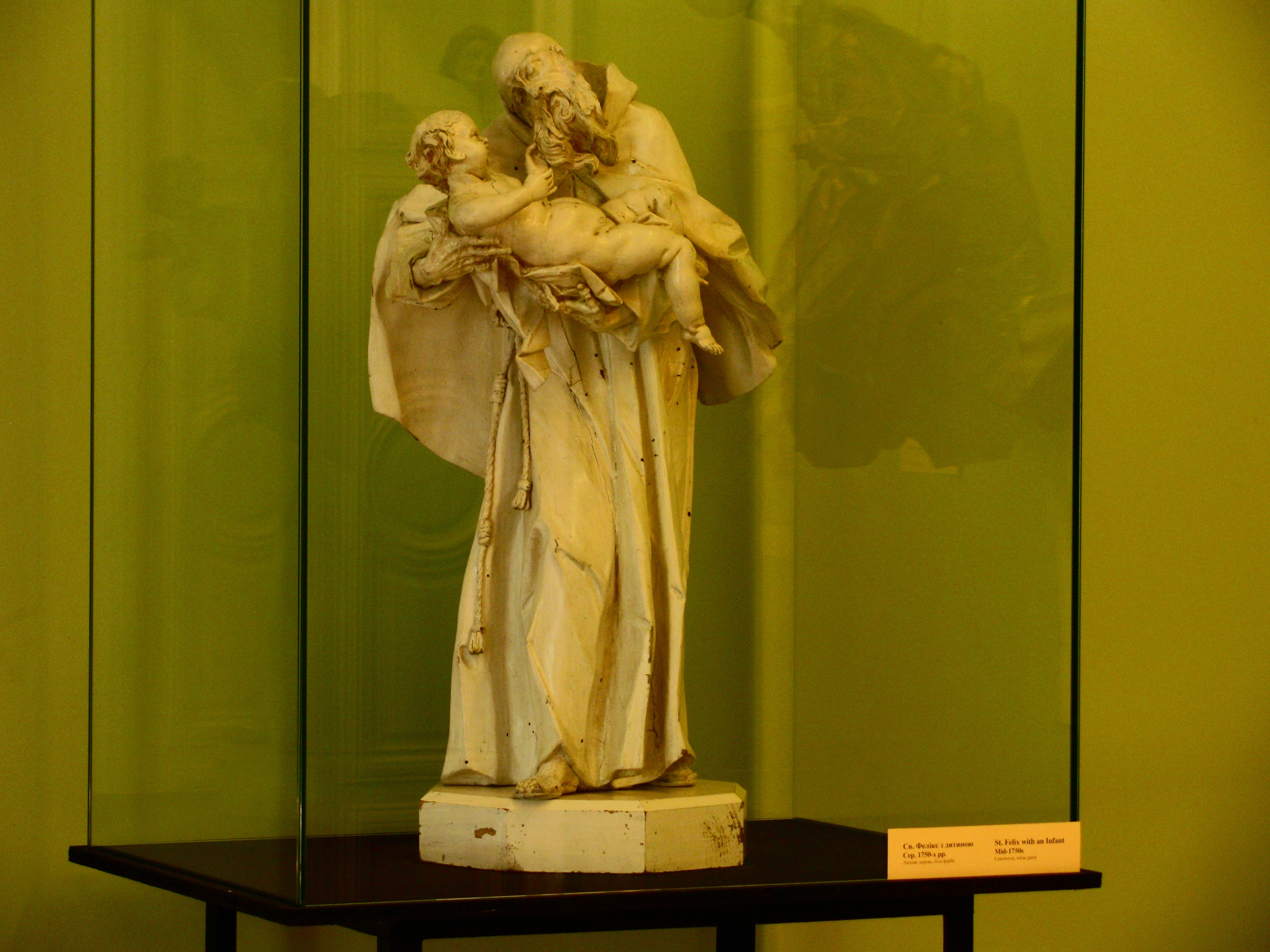
Svatý Felix
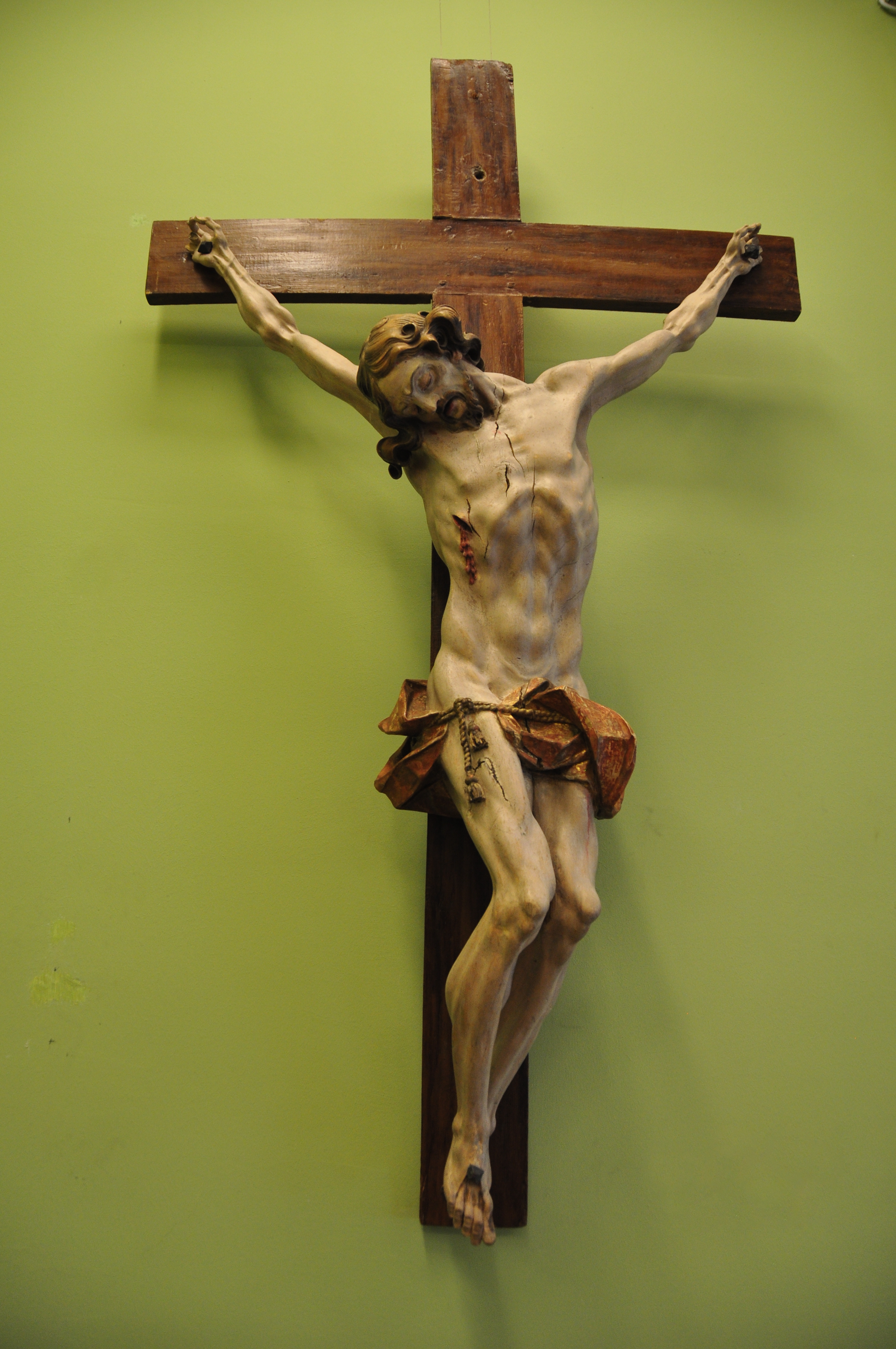
Kříž
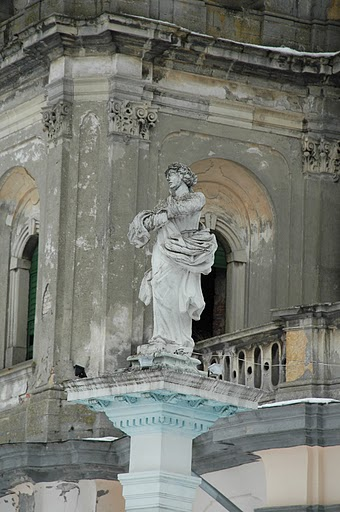
Panna Maria, Horodenka
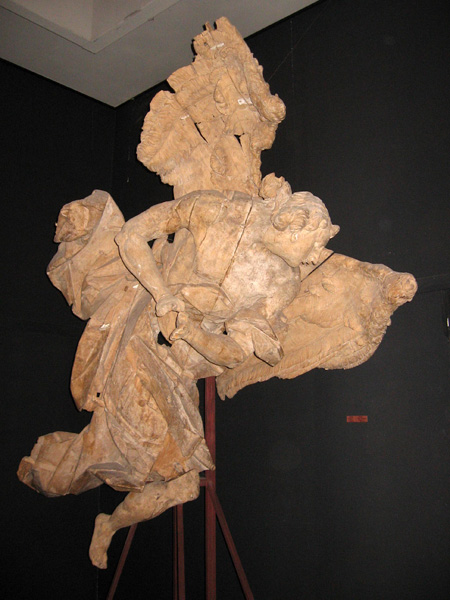
Anděl
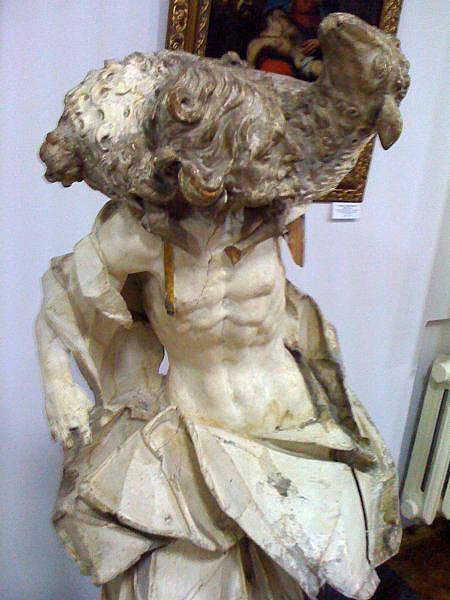
Dobrý pastýř
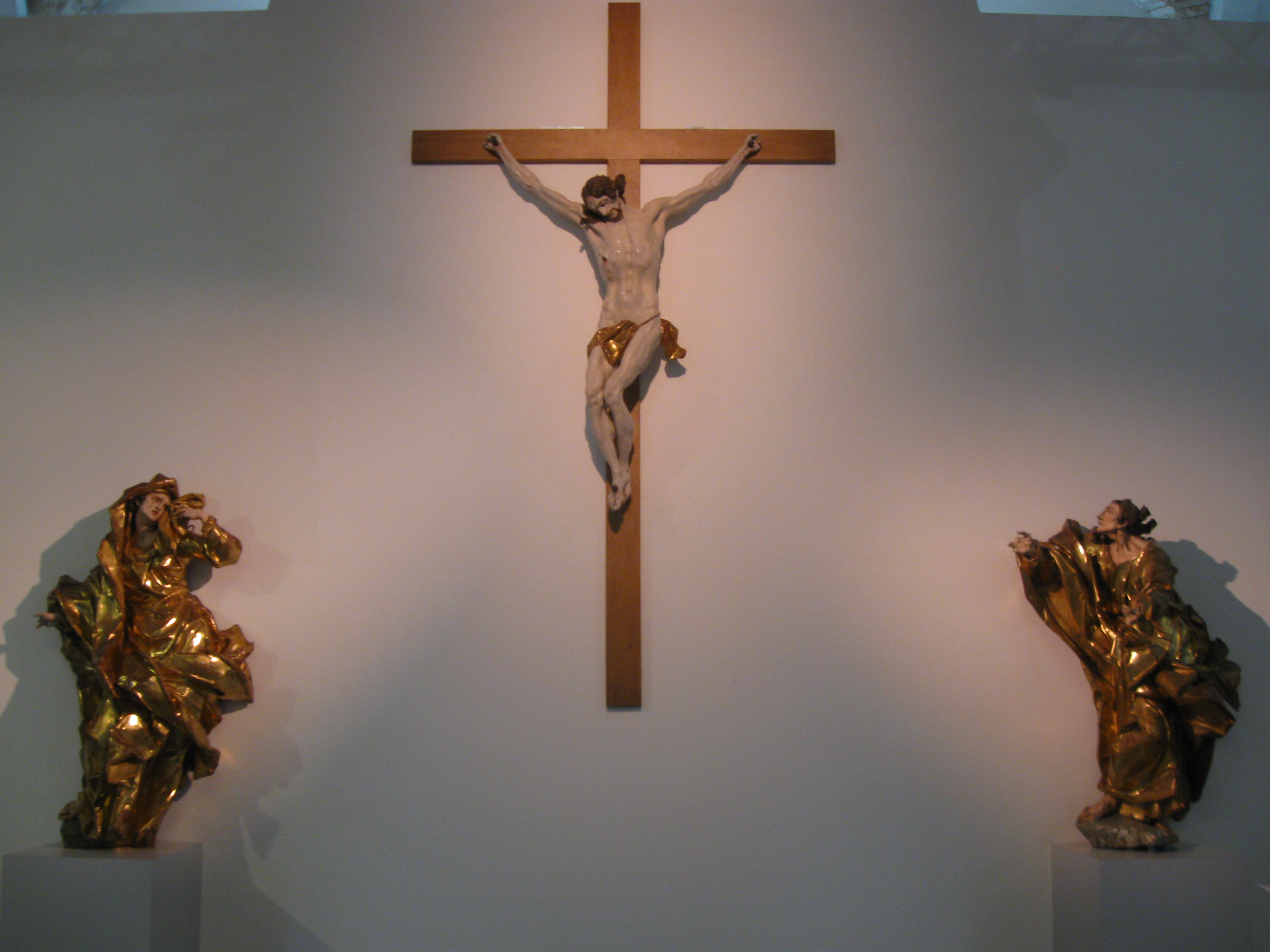
Ukřižování
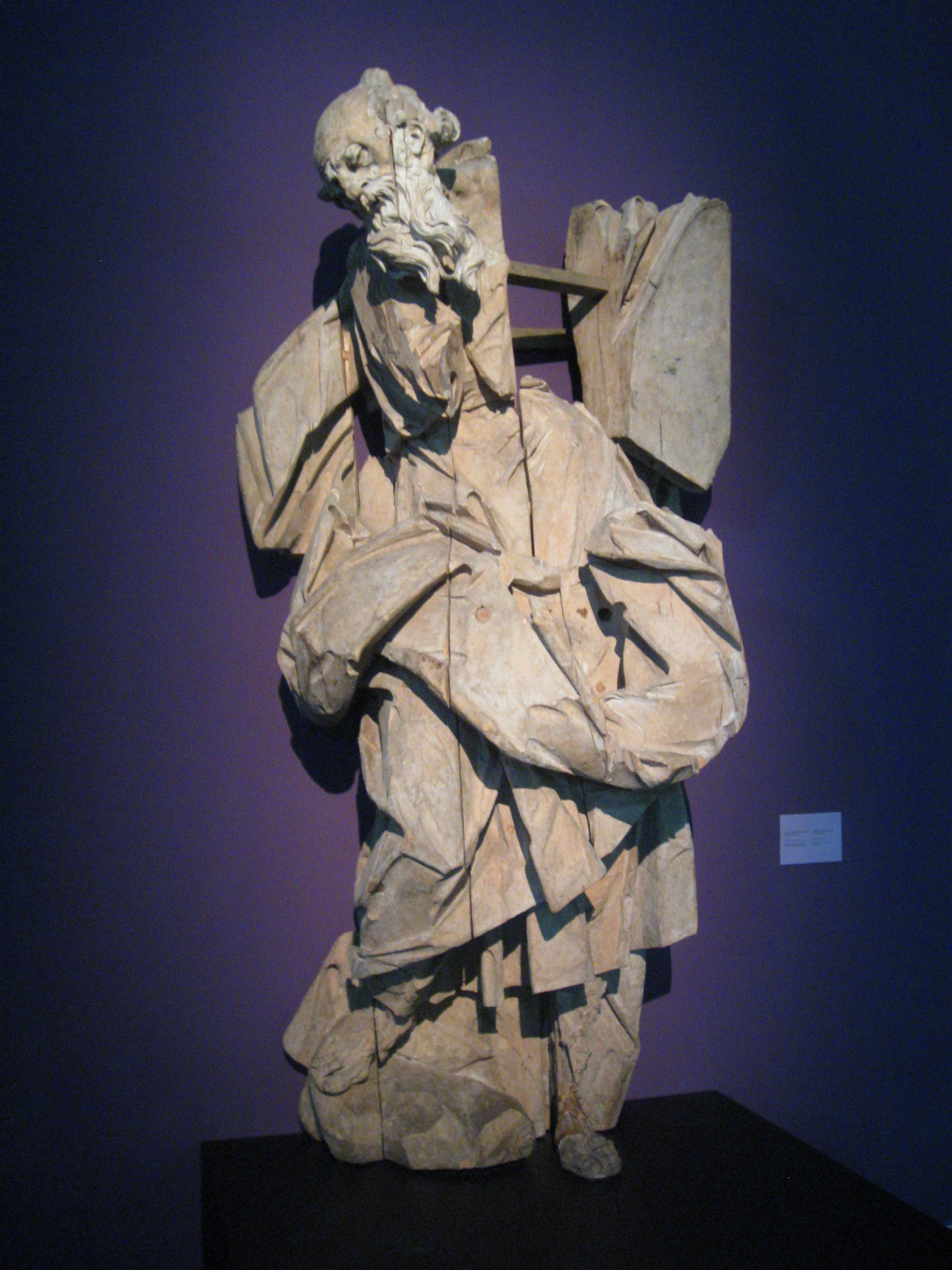
Svatý Jakim
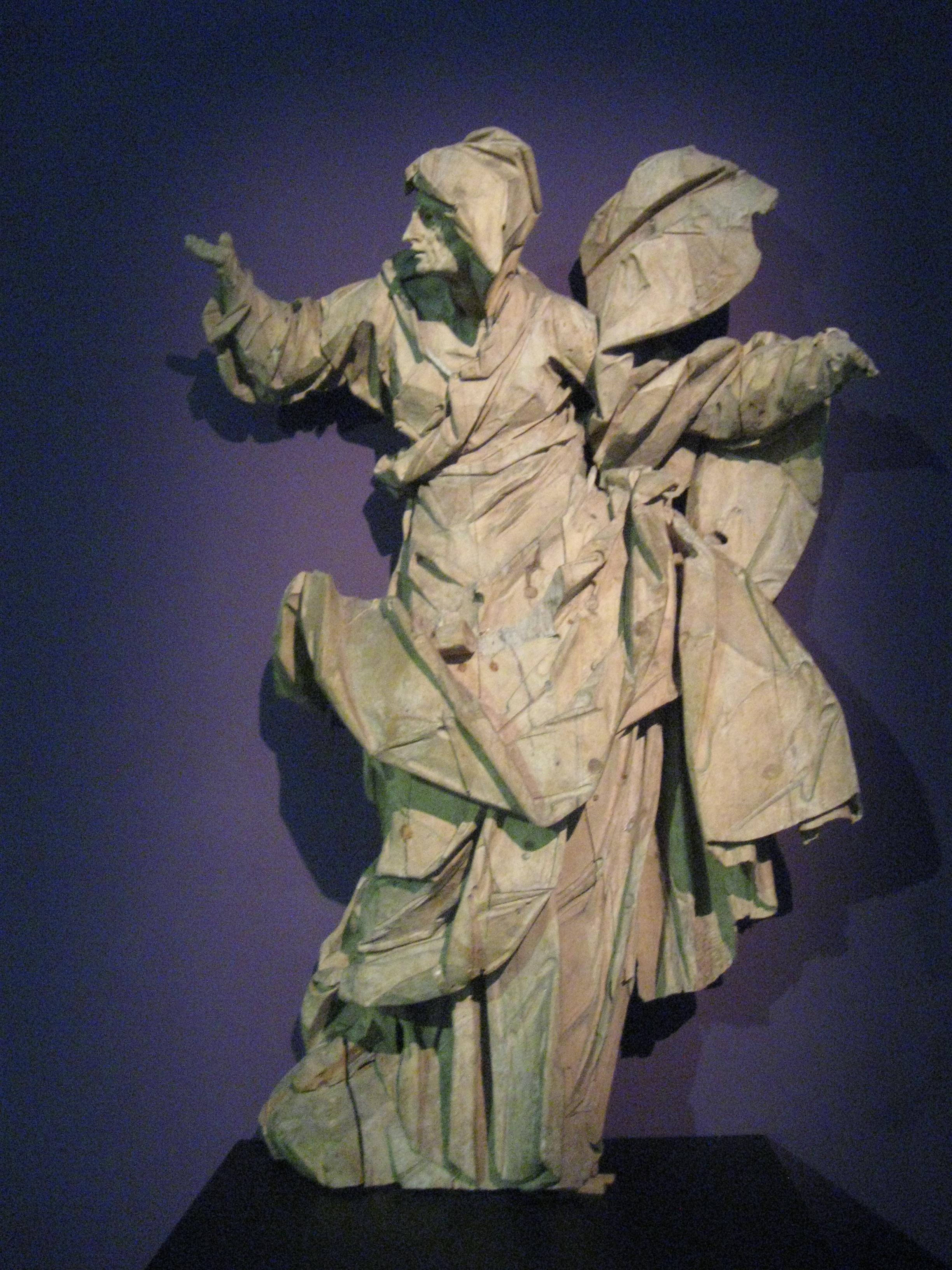
Svatá Alžběta
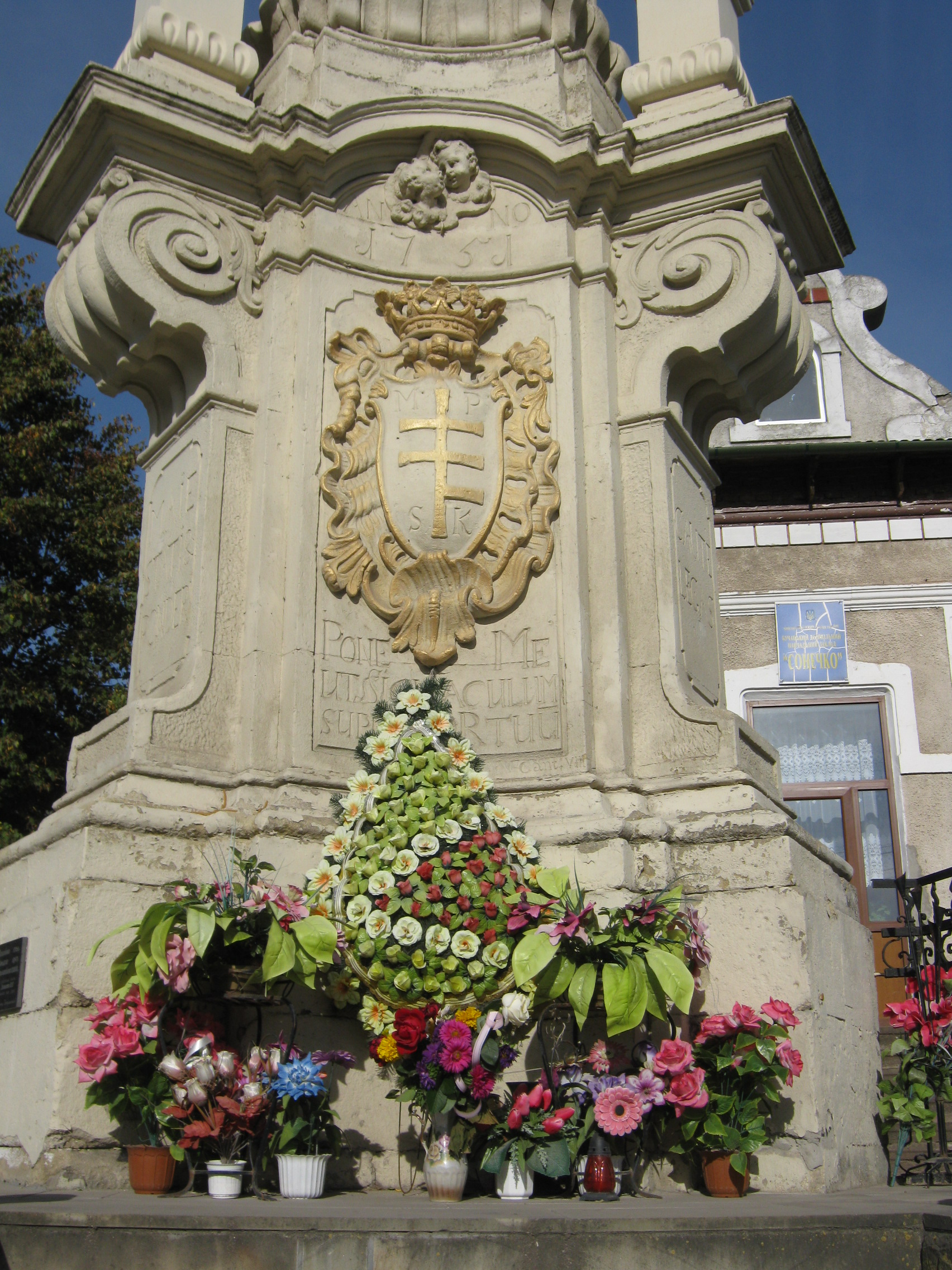
Socha Panny Marie - dolní část
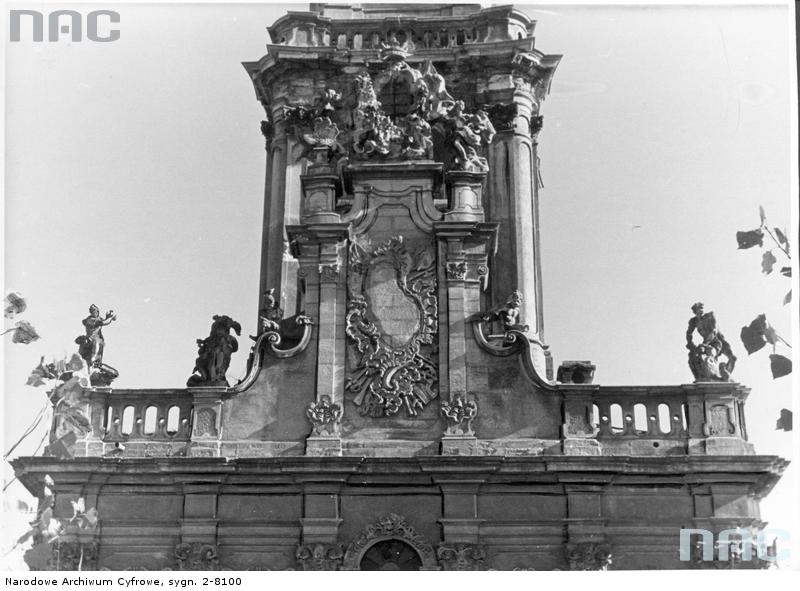
Výzdoba radnice v Bučači